# Ey Reqîb
Ey Reqîb (på Sorani ئهٔ ره‌قیب) er den officielle kurdiske nationalsang, dvs. den bliver sunget i alle fire dele af Kurdistan.
Sangen blev skrevet af den kurdiske digter Yûnis Reuf, under pseudonymet Dildar, mens han var i et iransk fængsel. Ey Reqîb betyder bogstaveligt talt Hej Fjende!. 
Sangen blev oprindeligt skrevet på Sorani, men synges også på Kurmanji.

## Ey Reqîb med latinske bogstaver
Ey raqîb her mawe qewmî kurd ziman,
Nay şikênê danerî topî zeman.
Kes nelê kurd mirduwe; kurd zînduwe,
Zînduwe qet nanewê alakeman.
Lawî kurd hestaye ser pê wek dilêr,
Ta be xwên nexşîn deka tacî jiyan.
Kes nelê kurd mirduwe, kurd zînduwe,
Zînduwe qet nanewê alakeman.
Ême roley Midya u Keyxusrewîn,
Dînman, ayînman her Nîştîman
Kes nelê kurd mirduwe, kurd zînduwe,
Zînduwe qet nanewê alakeman.
Ême roley rengî sûr u şorişîn,
Seyrîke xwênawiya raburdûman.
Kes nelê kurd mirduwe, kurd zînduwe,
Zînduwe qet nanewê alakeman.
Lawî kurdî hazir u amadeye,
Giyan fîdane, giyan fîda, her giyanfîda.
Kes nelê Kurd mirduwe, kurd zînduwe,
Zînduwe qet nanewê alakeman

## Hej Fjende
Åh fjende, den kurdiske nation er i live, sproget er stadig talt.
Det skal ikke blive besejret af våbnene, uanset alder.
Ingen skal sige kurderne er døde.
Kurderne lever!
Kurderne lever, deres flag vil aldrig falde!
Vi, ungdommen er revolutionens røde farve.
prøv og se vores blodige fortid
Kurderne lever!
Kurderne lever, deres flag vil aldrig falde!
Vi er Medernes og Kyaxares' børn.
Både vores tro og religion er vores hjemland.
Både vores tro og religion er kurder og Kurdistan.
Ingen skal sige kurderne er døde.
Kurderne lever!
Kurderne lever, deres flag vil aldrig falde!
Den kurdiske ungdom har rejst sig som løver.
For at pryde livets krone med blod.
Ingen skal sige kurderne er døde.
Kurderne lever!
Kurderne lever, deres flag vil aldrig falde!
Den kurdiske ungdom er tilstedeværende.
Vil altid være klar til offerere deres liv.
Offerer hvert liv de har, hvert liv de har!